# Saka, Hiroshima
Saka (japanska: 坂町?, Saka-chō) är en landskommun i Hiroshima prefektur i Japan. Saka ligger cirka 7 km sydöst om Hiroshimas centrum.